# Cognitivismo post-razionalista
Il cognitivismo post-razionalista è un orientamento teorico in ambito psicologico e psicoterapeutico, fondato da Vittorio Guidano (1944-1999), che rifiuta l'epistemologia di matrice nordamericana e quella psicoanalitica europea, ponendosi invece in linea con la tradizione psicologica costruttivista e con quella pragmatista di origine anglosassone.
I principali scienziati che hanno influenzato a livello psicologico e psicoterapeutico il modello cognitivo post-razionalista sono Charles H. Cooley, George Mead, Jerome Bruner, John Bowlby, George Kelly e Sylvan Tomkins. Mentre, a livello epistemologico, i principali autori sono individuabili in Michael Polanyi, Imre Lakatos, Karl Popper e Walter Weimer.
Ma il ricercatore che maggiormente ha influenzato il pensiero di Guidano - a partire dalla pubblicazione di The Self in Process. Toward a Post-Rationalist Cognitive Therapy (1991), fino agli ultimi sviluppi teorici prima della morte - è stato Jerome Bruner, uno dei pionieri dello studio del pensiero narrativo negli Stati Uniti.

## Il superamento del paradigma empirista
Il cognitivismo post-razionalista si differenzia nettamente dal cognitivismo razionalista e dal neocomportamentismo, per il superamento del paradigma empirista: la realtà psicologica, in questa matrice epistemologica, non viene più ritenuta oggettiva ed oggettivamente definibile, bensì è considerata come il prodotto dell'interazione tra osservatore e ambiente. L'individuo che osserva non reagisce semplicemente agli stimoli dell'ambiente, ma è in grado di rappresentarsi l'ambiente stesso.
Il paradigma empirista prevedeva una realtà unica e universale, uguale per tutti ed esistente indipendentemente dall'osservatore; l'individuo è passivo e risponde ad un ordine esterno in cui il senso delle cose è oggettivo, e la mente umana si comporta come mero "recettore", più o meno preciso, di quest'ordine esterno. A tale paradigma, il cognitivismo post-razionalista contrappone invece una nozione di complessità in cui gli individui si autodeterminano e si autorganizzano secondo regole uniche e particolari, che evolvono e mutano rimanendo però sempre all'interno dei principi che gli sono propri.

## Dalla prima alla seconda cibernetica
La nozione di complessità segna anche il passaggio dalla prima alla seconda cibernetica: secondo la prima cibernetica esiste una realtà esterna oggettiva e indipendente dall'osservatore.
Negli approcci sistemici del cognitivismo post-razionalista, il sistema, cioè l'insieme degli elementi che si trovano in interazione nella realtà osservabile, è globale, dinamico e costituito dai due subsistemi Individuo / Ambiente.
Ciascuno dei due subsistemi evolve secondo la propria logica ed attua le proprie trasformazioni; ma è l'altro subsistema che determina le condizioni che definiscono la trasformazione che ciascun subsistema attua .
Nella seconda cibernetica oggetto e soggetto, conoscente e conosciuto fanno parte dello stesso sistema. L'individuo e l'ambiente non sono più considerati sedi di proprietà la cui individuazione e descrizione è affidata alla competenza dell'osservatore esterno, ma sedi di meccanismi governati da regole loro proprie, che determinano il repertorio delle reciproche interazioni . La realtà, non più indipendente dall'osservatore che la costruisce attivamente, diviene la realtà personale di ogni individuo, ed ogni visione personale della realtà deriva da una specifica relazione tra conoscente e conosciuto, che riflette specifici vincoli autoreferenziali. L'individuo diviene così un sistema conoscitivo dotato di una sua coerenza interna in grado di filtrare la realtà, e strutturato attraverso un insieme di costrutti e credenze che gli permettono di organizzare il proprio comportamento in risposta all'ambiente, sempre secondo i propri vincoli autoreferenziali.

## Aspetti fondamentali del cognitivismo post-razionalista
Nella teoria di Guidano sono fondamentali due concetti:
- La teoria motoria della mente. Essa sostiene che la mente non è un semplice elaboratore passivo di informazioni, ma costruisce attivamente la realtà attraverso l'interazione con gli stimoli dell'ambiente circostante ed attraverso l'interpretazione e la classificazione di tali stimoli, basandosi sempre sull'organizzazione di schemi cognitivi che delineano l'organizzazione cognitiva del significato personale.
- La conoscenza tacita. Essa è costituita dalle regole non verbali, inconsapevoli, che organizzano la percezione della coscienza di Sé, la visione del mondo e la temporalità esistenziale in forma narrativa.

Il Sé, per Guidano, ha una storia evolutiva ed ontologica, e il senso di Sé emerge come risposta alle pressioni selettive che si hanno all'interno di un ambiente intersoggettivo.
"Non solo direi che il Sé implica sempre un senso dell'altro e, in generale, degli altri, ma di tutto quello che non coincide con il Sé, del mondo." . Ed ancora, aggiunge: "Il significato si produce soltanto grazie all'interazione conversazionale che l'individuo ha con gli altri. Il significato si produce nella trama narrativa delle conversazioni di cui è composta la vita umana (...). Il significato è il modo con il quale il Sé organizza la propria esperienza, costituisce un modo di darsi coerenza e consistenza nel contesto al quale appartiene." .
L'emergere del Sé e quindi la costruzione dell'identità personale, è strettamente connessa all'evolversi della conoscenza e allo strutturarsi dei processi conoscitivi. Il punto centrale per comprendere le dinamiche che coinvolgono l'emergere del Sé, va ricercato nella nozione di autorganizzazione; secondo il principio di autorganizzazione, gli individui organizzano sé stessi, attribuiscono senso alla realtà ed agiscono, con lo scopo di preservare la propria identità e integrità.
L'evolversi nel tempo di un sistema conoscitivo individuale va considerato perciò come un processo autorganizzantesi che, per mezzo del graduale sviluppo delle capacità cognitive di ordine superiore, struttura progressivamente un senso pieno e irriducibile di identità personale, strettamente connesso ad un senso altrettanto irriducibile di unicità e continuità storica. La continuità e la coerenza con cui ogni individuo percepisce il proprio Sé, è frutto del processo di auto-organizzazione in termini di coerenza interna; processo che fa sì che tutte le possibili pressioni per un cambiamento, derivanti dalla continua assimilazione d'esperienza in relazione all'ambiente circostante, siano subordinate al mantenimento dell'ordine esperienziale (e quindi dell'organizzazione di significato personale).
La continua assimilazione dell'esperienza nel tempo aumenta progressivamente la complessità interna del Sé, portando l'individuo a livelli più integrati di conoscenza di sé e del mondo.

### Organizzazione cognitiva del significato personale
Nodo cruciale nel pensiero di Vittorio Guidano, l'organizzazione cognitiva del significato personale è un concetto imprescindibile per comprendere il cognitivismo post-razionalista:
(PICARDI, Angelo, et al. Sostegno alla teoria delle “organizzazioni di significato personale” da altre elaborazioni teoriche nell’area della personalità: uno studio di validità convergente del QSP. Rivista di psichiatria, 2004, 39.2: 112-124.)
Il cognitivismo post-razionalista ne distingue quattro modelli principali:
- Organizzazione Depressiva
- Organizzazione Fobica
- Organizzazione Ossessiva.
- Organizzazione tipo Disturbi Alimentari Psicogeni (DAP)